# Rafael J. Tello
Rafael J. Tello (Rojas) (født 5. september 1872 i Mexico City, Mexico - død 17. december 1946) var en mexicansk komponist, pianist og lærer. Tello studerede komposition og klaver på Musikkonservatoriet i Mexico City hos Ricardo Castro Herrera.
Han har skrevet 2 symfonier, 4 operaer, kammermusik, klaverstykker, motetter, messer etc. Tello var senere lærer i komposition og klaver på Musikkonservatoriet i Mexico City, og grundlagde Det Frie Musikkonservatorium (1917).